# Кожевникова Тетяна Анатоліївна
Тетяна Анатоліївна Коже́вникова (нар. 18 квітня 1942, Свердловськ — пом. 22 лютого 1993, Одеса) — українська скульпторка; членкиня Спілки радянських художників України з 1989 року. 

## Біографія
Народилася 18 квітня 1942 року у місті Сверловську (нині Єкатеринбург, Росія). Упродовж 1959—1962 років працювала на Київському експериментальному кераміко-художньому заводі. У Марфи Тимченко навчилась петриківському розпису. 1967 року закінчила Одеське художнє училище, де навчалася зокрема у Мирона Кіпніса, Антона Чубіна.
У 1967–1993 роках працювалана Одеському художньо-виробничому комбінаті.
Була одружена зі скульптором Іларіоном Стадником.
Померла в Одесі 22 лютого 1993 року.

## Творчість
Працювала у галузі станкової скульптури і монументальної пластики. Серед робіт:
станкова скульптура
- «Ранок» (1962);
- «Народний танок» (1966);
- «Хлопчики» (1968);
- «Сашко» (1971);
- «Дівчина з плодами» (1972);
- «Мій син» (1973);
- «Образ» (1976);
- «Молоде подружжя» (1977);
- «Катя з птахами» (1978);
- «Виноградар» (1983);
- «П'єро» (1983);
- «Коли бажано літати» (1983);
- «Однополчани» (1987);
- «Спогади про Одесу» (1988);
- «Етюд» (1990);
- «Дівчина» (1992);
- «Ніжна пластика» (1992).

в'їзні знаки колгоспів
- «Родючість» (1987; «25-го партійного з'їзду», Овідіопольський район Одеської області);
- «Мир» (1987; імені Леніна, Бєлгородської області);
- «Перемога» (1988; «Вперед до комунізму», Дунаєвецький район Хмельницької області).